# Eupetinus laevigatus
Eupetinus laevigatus är en skalbaggsart som beskrevs av Scott 1908. Eupetinus laevigatus ingår i släktet Eupetinus och familjen glansbaggar.

## Underarter
Arten delas in i följande underarter:
- E. l. laevigatus
- E. l. molokaiensis
- E. l. vittatus